# Макіївська вулиця (Київ)
Макі́ївська ву́лиця — вулиця в Оболонському районі міста Києва, місцевість Пріорка. Пролягає від вулиці Ярослава Івашкевича до Дубровицької вулиці.
Прилучаються вулиця Пріорська, Макіївський провулок і вулиця Дубровицька.

## Історія
Прокладена у середині XX століття і разом з Макіївським провулком складала 891-шу Нову вулицю. Сучасна назва — з середини 1950-х років.
Спочатку проходила від Радомишльської вулиці. У 1963 році до Макіївської вулиці було приєднано Агрегатну вулицю. У 1970-ті — на початку 1980-х років частину Макіївської вулиці між вулицями Боровиковського та Івашкевича ліквідовано у зв'язку зі зміною забудови.

## Установи та заклади
- Загальноосвітня спеціалізована школа № 14 з поглибленим вивченнями німецької мови (буд. № 5)
- Філія гімназії-інтернату № 299 з поглибленим вивченням єврейської мови (буд. № 9), закрита у 2014 році
- Дошкільний навчальний заклад №593 (буд. №9)

## Зображення

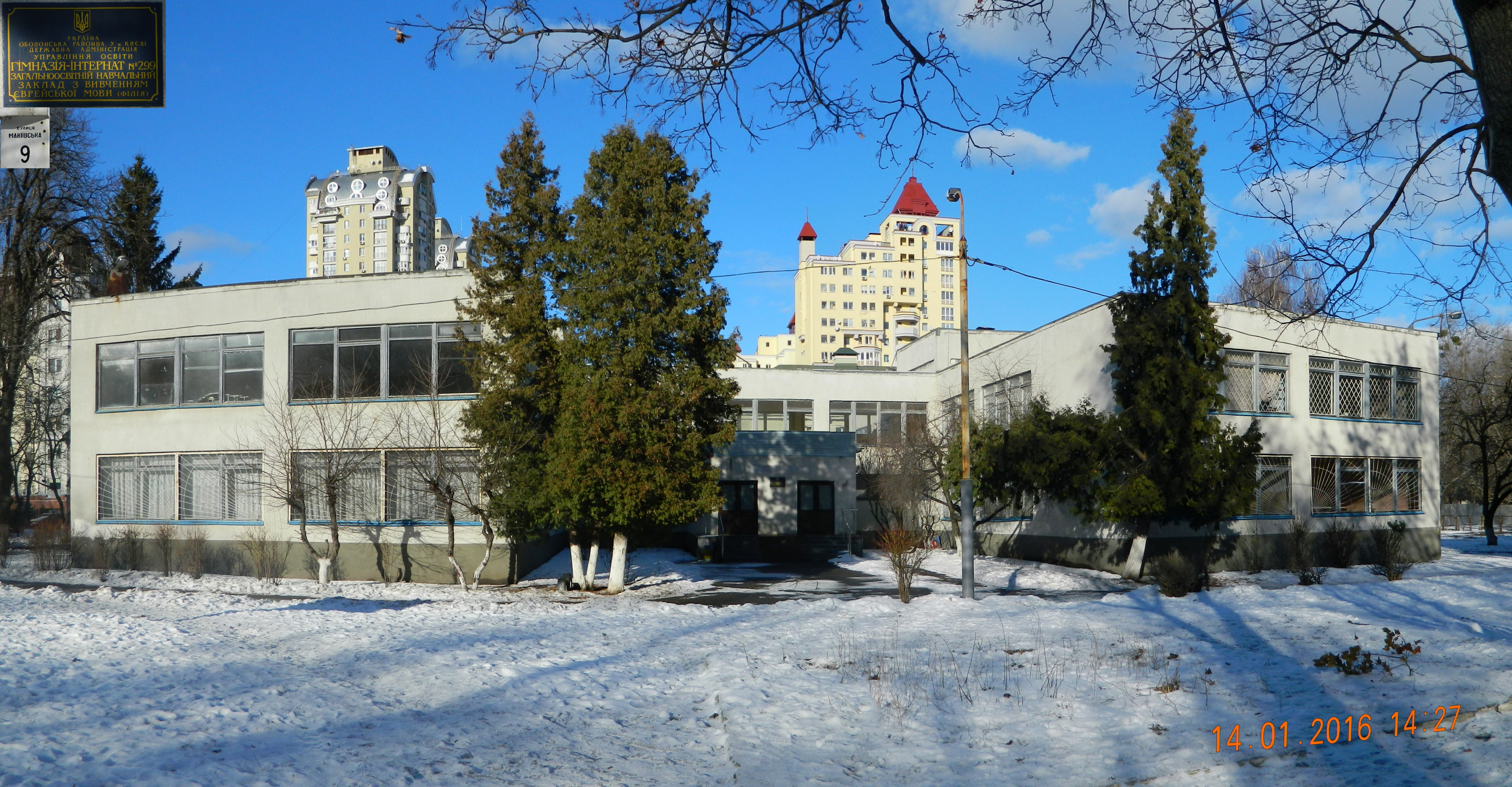
Гімназія-інтернат № 299 з вивченням єврейської мови (переформатована у ДНЗ № 593 у 2019 році)
Двоповерховий голубник у початковій частині вулиці